# Анелювання
Анелювання (рос. аннелирование, англ. annu[e]lation):
- 1. Утворення кілець (циклів) чи кільцевидної частини молекули.
- 2. Утворення в циклічній молекулі конденсованого (анельованого) кільця шляхом прибудови його до даного циклу по

двох суміжних атомах. Може бути лінійним (a) або ангулярним (під кутом, b):

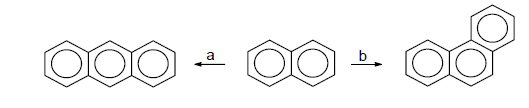

## Анелювання за Робінсоном
(англ. Robinson annulation)
Добування біциклічних ненасичених кетонів (R = Alk, C6H5, CO2Alk, OAc), що ґрунтується на перетворенні:

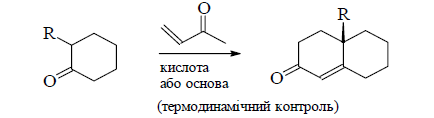

В англомовній літературі іноді використовуються два терміни: annulation для добудовування циклу з утворенням двох зв'язків і annelation для позначення утворення циклу з одного або декількох ациклічних попередників, але IUPAC не рекомендує використання терміна annelation.